# Bruidstaartstijl
De bruidstaartstijl is een stijl binnen de architectuur waarbij door sterke verjonging een gebouw op een bruidstaart lijkt. De associatie met een bruidstaart wordt verkregen doordat de verjonging getrapt verloopt, met een enkele of zelfs meerdere verdiepingen tegelijk.

## Verspreiding
De stijl was vooral erg populair in New York nadat in 1916 voorschriften tegen sterke schaduwwerking van gebouwen in werking was getreden. In deze voorschriften stonden beperkende contouren voor gebouwen omschreven met een sterk taps toelopende vorm. Aanleiding was onder meer de bouw van het Equitable Building dat een voor die tijd enorme schaduw had.
Buiten New York is het Monument van Victor Emanuel II een voorbeeld van de bruidstaartstijl. Daarnaast komt de stijl ook voor bij hoge gebouwen binnen het socialistisch classicisme.

## Galerij

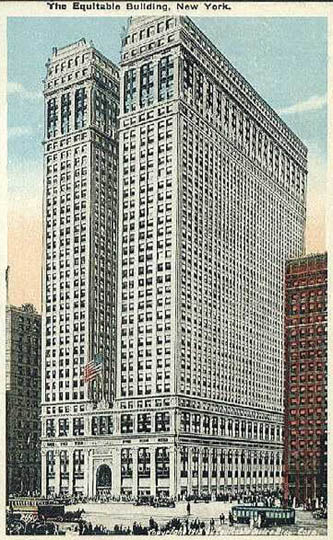
Het Equitable Building op een ansichtkaart.
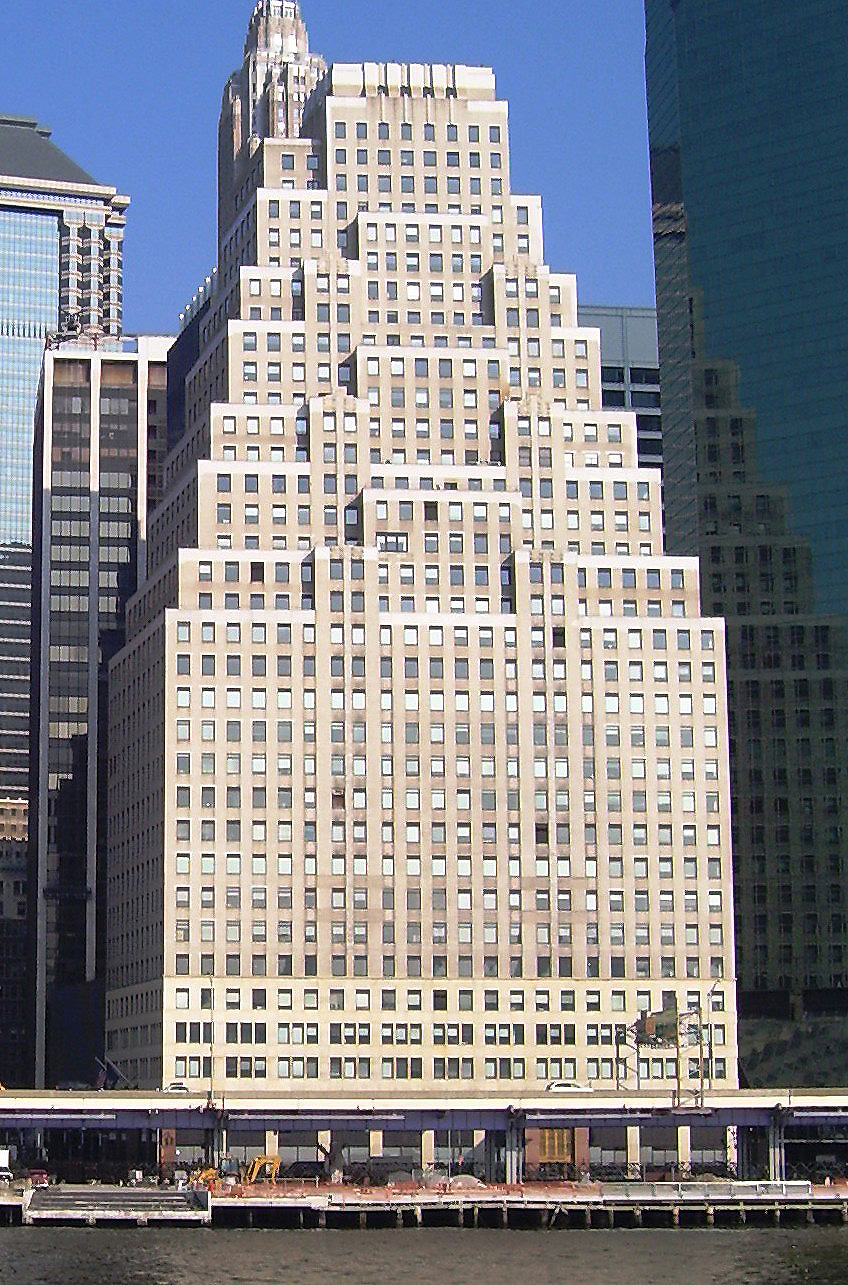
Een gebouw met getrapte verjonging.
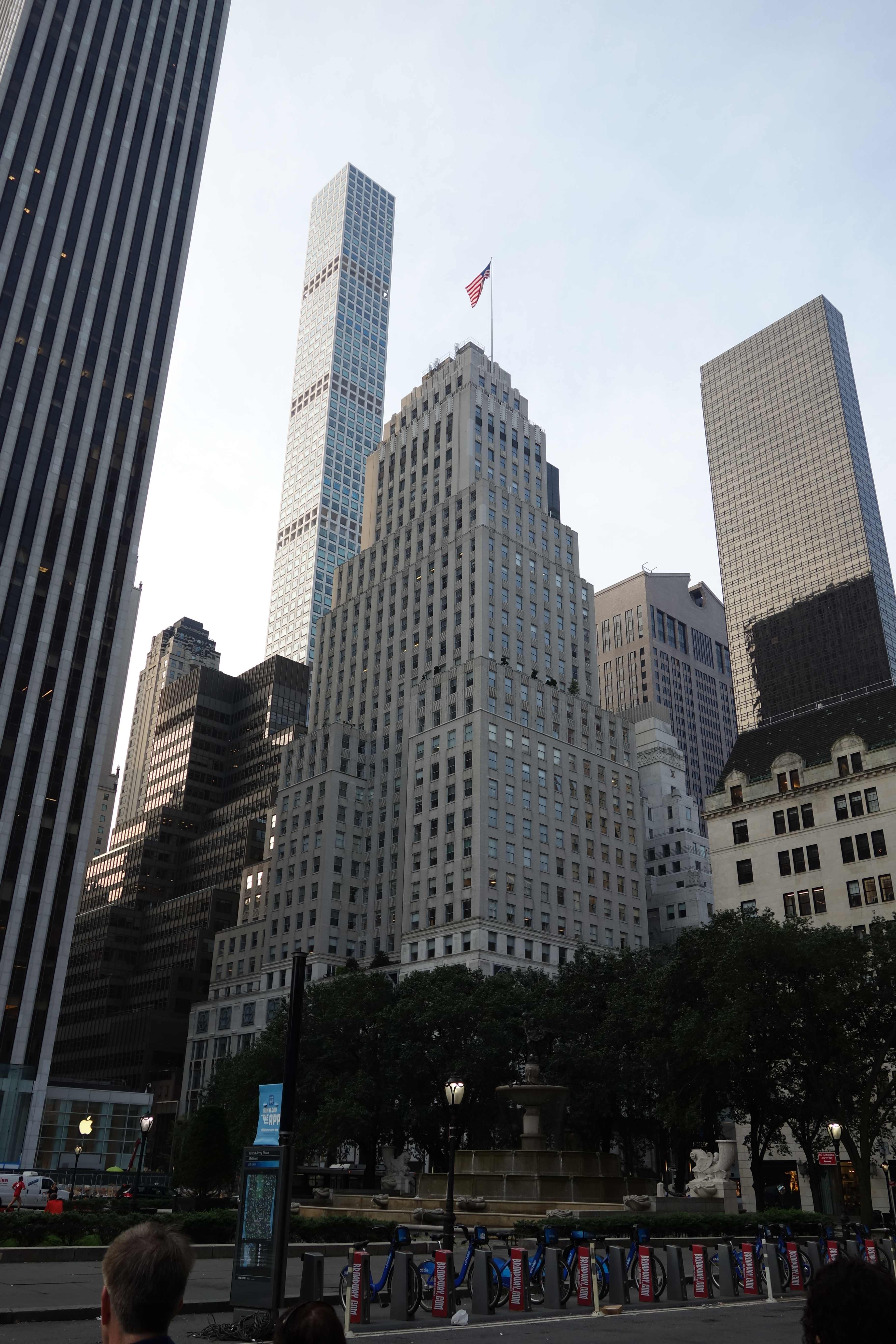
Hetzelfde concept aan het Central Park.
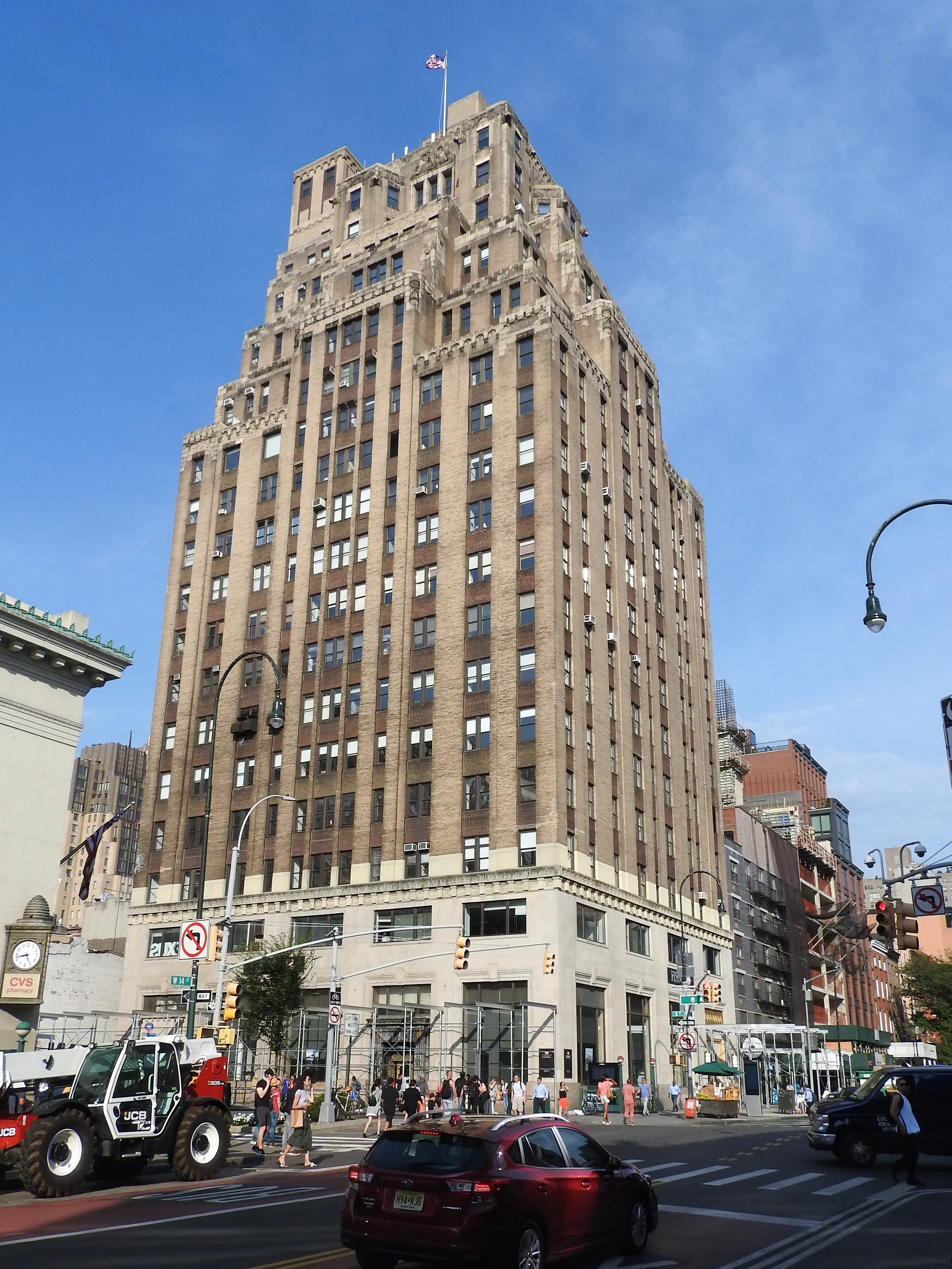
Een derde voorbeeld, in Manhattan.